# Apple IIc
| QS-Informatik | Dieser Artikel wurde wegen inhaltlicher Mängel auf der Qualitätssicherungsseite der Redaktion Informatik eingetragen. Dies geschieht, um die Qualität der Artikel aus dem Themengebiet Informatik auf ein akzeptables Niveau zu bringen. Hilf mit, die inhaltlichen Mängel dieses Artikels zu beseitigen, und beteilige dich an der Diskussion! (+) Begründung: Überarbeitung notwendig: Inhalt und Strukturierung unzureichend, Fakten und Rezeption vermischt, Belege fehlen, Stichpunkte auflösen. Knurrikowski (Diskussion) 13:55, 11. Apr. 2016 (CEST) |

Der Apple IIc war das vierte Modell in Apple-II-Linie und Apples erster portabler Computer, wobei der Buchstabe c für compact (kompakt) steht. Er war mit einem MOS-65C02-Prozessor mit einer Taktfrequenz von 1,02 MHz ausgerüstet und wog 3,4 Kilogramm.
Der Apple IIc+ wurde 1988 vorgestellt und nur in den USA verkauft. Er verfügte im Gegensatz zum IIc über ein 3.5"-Laufwerk und einen 65C02-Prozessor mit 4 MHz Taktfrequenz. Aufgrund des vergleichsweise günstigen Preises von 675 US-Dollar verkaufte sich das Modell sehr gut.

## Geschichte

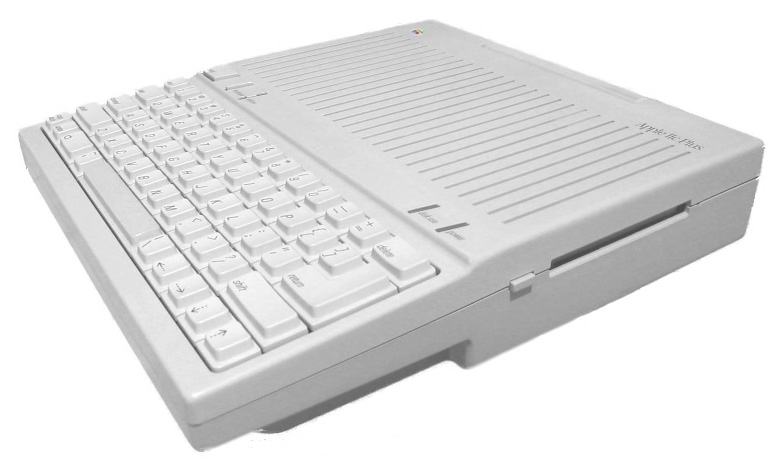
Apple IIc+

Der Apple IIc wurde im April 1984 im Rahmen einer Veranstaltung mit dem Titel Apple Forever auf den Markt gebracht. Der Titel dieser Veranstaltung wurde als Apples Bekenntnis zu der Apple-II-Serie verstanden, die man nicht zugunsten des soeben eingeführten Macintosh fallen lassen werde.
Da der Apple IIc im Wesentlichen einem Apple IIe mit einer Ansammlung von üblichen Zusatzsteckkarten entsprach, wurde er nicht als Nachfolger, sondern als ergänzende tragbare Version angesehen; der IIe wurde auch weiterhin gebaut und überdauerte am Ende den IIc um einige Jahre.
Mit dem Computer wurde Apples Snow White design language mit einem für damalige Verhältnisse eleganten und geschmeidigen Aussehen eingeführt, das bald für nahezu ein Jahrzehnt zum Standard für die meisten Apple-Computer und deren Zubehör wurde.
Obwohl der Apple IIc relativ leicht und kompakt war, wurde er doch nicht als echter portable betrachtet, da er weder eine Batterie noch ein Display eingebaut hatte.

## Eigenschaften

### Verbesserungen gegenüber dem IIe

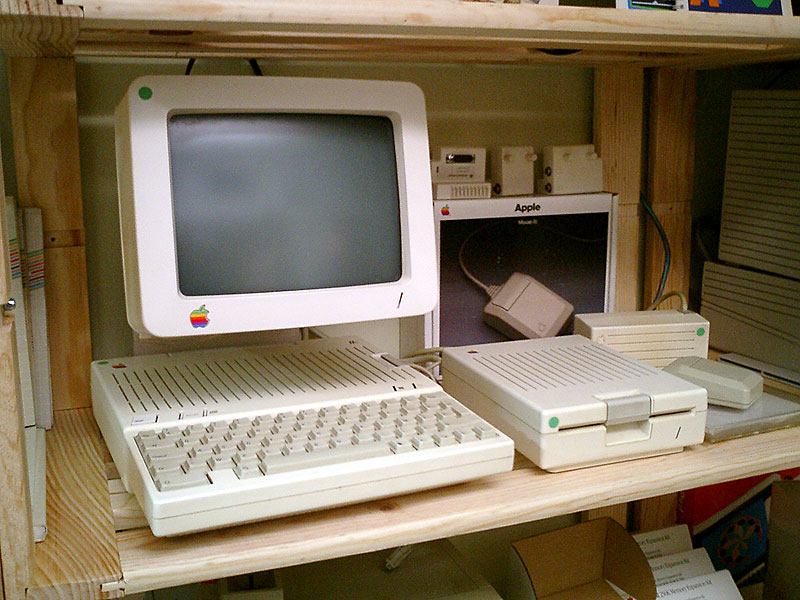
Apple IIc mit Monitor, externer Floppy und Maus

Technisch gesehen war der Apple IIc aus Anwendersicht ein Apple IIe in einem kleineren Gehäuse, mit Ausnahme von ein paar wenigen, kleineren Verbesserungen, die die Kompatibilität zum ursprünglichen IIe nicht wesentlich beeinflussten.
- Es wurde WDCs 65C02 statt des MOS 6502-Prozessors verwendet. Er bot 27 neue Befehle und einen geringeren Stromverbrauch.
- Die neue ROM-Firmware erlaubte es, in Applesoft BASIC mit Kleinbuchstaben zu arbeiten, verbesserte die Unterstützung von 80-Spalten-Monitoren und behob einige Fehler aus der vorherigen Version.
- „Mousetext“: Der Text-Zeichensatz wurde um 32 graphische Zeichensymbole erweitert, die, wenn man sie richtig nebeneinander anordnete, einfache Icon, Fenster und Menüs im Textmodus darstellen konnten, ähnlich wie IBMs Codepage 437.

Notiz am Rande: Ein Jahr später konnten alle diese Features auch auf dem IIe eingesetzt werden; möglich machte dies ein Upgrade, IIe Enhanced genannt.
Intern arbeitete der Rechner jedoch in mancher Hinsicht deutlich anders als der Apple IIe, beispielsweise enthielt er ein doppelt so großes und wesentlich komplexeres ROM, und es kamen erstmals in der Apple-II-Baureihe von Haus aus Interrupts zum Einsatz.

### Eingebaute Erweiterungskarten und Schnittstellen
In die Hauptplatine des IIc wurden fünf übliche Erweiterungskarten integriert. Diese umschlossen:
- Eine kombinierte Speichererweiterungs- und Grafikkarte, die 80 Spalten darstellen konnte
- Zwei Apple Super Serial Cards
- Eine Mouse Card
- Eine Kontrollerkarte für Diskettenlaufwerke.

Damit hatte der Apple IIc 128 KB RAM, 80-Spalten-Darstellung, und die sogenannte doppelt hochaufgelöste Grafik mit 560 × 192 Pixeln standardmäßig an Bord, im Unterschied zu seinem Vorgänger IIe, allerdings fiel die Möglichkeit weg, allerlei weitere Erweiterungskarten einzubauen, da keine echten Slots mehr vorhanden waren. Die integrierten Karten wurden auf virtuelle Slots gelegt, damit Software von früheren Apple-II-Modellen ohne zusätzliche Modifikationen die Karten erkennen konnten. Interessant ist die Kontrollerkarte für Diskettenlaufwerke; diese wurde auf einen einzelnen Chip verkleinert, der „IWM“ genannt wurde. Das Kürzel stand für Integrated Wozniak Machine.
An der Rückseite des Rechners waren die Schnittstellen angebracht. Die DE9-Schnittstelle für den Joystick wurde auch als Anschluss für die Maus verwendet und war zu den Mäusen von den Lisa- und frühen Macintosh-Modellen kompatibel. Zwei serielle Schnittstellen waren ebenfalls vorhanden (zwei, damit ein Drucker und ein Modem simultan angeschlossen werden konnten), ebenfalls eine  Schnittstelle für ein zweites 5.25"-Diskettenlaufwerk (später konnten auch 3.5" und Harddisks darüber angeschlossen werden). Außerdem war eine komplexere Video-Schnittstelle für zusätzliche Adapter vorhanden, dieser Anschluss jedoch konnte nur rudimentäre Signale generieren; selbst war er nicht in der Lage, ein Videosignal zu erzeugen. Apple stellte ein LC-Display und einen RF-Modulator für diesen Ausgang her; der Modulator wurde später mit dem IIc ausgeliefert. Der Composite-Video-Ausgang der früheren Apple-II-Modelle blieb, der interne DIP-16 Game port und Anschluss für Kassettenspieler wurden aber entfernt. Der Netzteilanschluss wurde mit internen Spannungswandlern verbunden und benötigte daher nur eine einzige externe Spannung; damit konnte der IIc mittels eines simplen Adapterkabels an einer Autobatterie betrieben werden.

## Technische Spezifikationen
CPU
- 65C02 mit 1,020 MHz Taktfrequenz
- 8-Bit Datenbus

Arbeitsspeicher
- 128 KB RAM eingebaut.
- 32 KB ROM eingebaut (Original: 16 KB)
- Erweiterbar (ab Hauptplatinenversion „ROM 3“) mit bis zu 1 MB RAM, maximaler Ausbau daher 1,125 MB

Massenspeicher
- Ein Slim-line 5,25-Zoll Diskettenlaufwerk eingebaut, einseitig, 140 KB.
- Anschluss für ein weiteres 5,25-Zoll-Laufwerk und/oder (ab Hauptplatinenversion „ROM 1“) ein 3,5-Zoll-Laufwerk (doppelseitig, 800 KB).

BASIC und Betriebssystem
- Applesoft BASIC (als ROM fest eingebaut)
- Apple ProDOS (auf Diskette mitgeliefert)
- Apple DOS (bei Bedarf getrennt zu erwerben)

Grafik
- Textmodi: 40 und 80 Spalten / 24 Zeilen, einfarbig weiß auf schwarz
- Low-Resolution: 40×48 (15 Farben) (Grafisch, niedrige Auflösung)
- High-Resolution: 280×192 (6 Farben) (Grafisch, hohe Auflösung)*
- Double-Low-Resolution: 80×48 (15 Farben) (Grafisch, niedrige Auflösung verdoppelt)
- Double-High-Resolution: 560×192 (15 Farben) (Grafisch, hohe Auflösung verdoppelt)*

* Die horizontale Auflösung war bei farbiger Darstellung halbiert.
Die Textmodi konnten mit den grafischen Modi gemischt werden, dabei wurden die untersten 4 Textzeilen angezeigt und darüber Grafik.
Audio
- Eingebauter Lautsprecher, „1-bit toggling“
- Anpassbare Lautstärke

Interne Anschlüsse
- Anschluss für Arbeitsspeicher-Erweiterungskarten (34-pin) (Nur auf ROM 3 oder späteren Hauptplatinen)

Interne spezielle Controller
- IWM (Integrated Wozniak Machine) für Diskettenlaufwerke
- Zwei 6551 ACIA chips für serielle I/O

Externe Anschlüsse
- Joystick/Maus (DE-9 Buchse)
- Drucker, erster serieller Port (DIN-5 Buchse)
- Modem, zweiter serieller Port (DIN-5 Buchse)
- Video Expansion Port (D-15 Buchse)
- Diskettenlaufwerk SmartPort (D-19 Buchse)
- Betriebsspannung (12 Volt DC) (DIN-7 Stecker)
- NTSC composite Video-Ausgang (RCA Buchse)
- Audio-out (3,5 mm Klinkenbuchse)

## Revisionen
Die Revisionsnummer des Apple IIc kann über den BASIC-Befehl PRINT PEEK(64447) erfragt werden.

### Urversion (ROM revision '255')
Dies war das erste Modell. Diese Firmware ist als einzige nur 16 KB groß, alle späteren Versionen umfassen 32 KB.

### Serial port timing fix
Die erste Baureihe konnte die Baudraten an den seriellen Ports nicht exakt einhalten, was besonders bei schnellen Geräten oft Übertragungsfehler verursachte. Die erste Revision behob diesen Fehler. Das ROM blieb unverändert, weshalb es keine neue Revisionsnummer gab.

### UniDisk 3.5 support (ROM revision '0')
Diese Revision unterstützte die Verwendung eines externen 3,5-Zoll-Diskettenlaufwerks mit 800 KB Speicherkapazität neben dem 5,25-Zoll-Modell. Das Laufwerk „UniDisk 3.5“ hatte dabei einen eigenen Prozessor, da der 1-MHz-Prozessor des IIc zu langsam war, um die im Vergleich zu 5,25-Zoll-Laufwerken wesentlich schneller einlaufenden Daten der 3,5-Zoll-Laufwerke zu dekodieren. Die Vorversion konnte mit einem neuen Firmware-Chip auf diesen Stand gebracht werden.

### Memory Expansion IIc (ROM revision '3')
Diese Revision konnte intern auf 1,125 MiB Speicher erweitert werden. Die Speichererweiterung war aus Softwaresicht kompatibel zu der „Apple II Memory Expansion Card“ für den Apple IIe. Da die Hauptplatine deutlich verändert war, war ein Upgrade älterer Revisionen auf diesen Stand über einen Firmware-Austausch nicht möglich, sondern nur über einen Wechsel der Hauptplatine.

### Memory Expansion IIc, fix (ROM revision '4')
Diese Version behob lediglich einige relativ obskure Fehler in der Firmware. Upgrade der Revision 3 auf diesen Stand war über Firmware-Austausch möglich.

### IIc+ (ROM revision '5')
Der Prozessor dieses serienmäßig schnellsten aller Apple-II-Modelle lief mit vierfachem Tempo (abschaltbar), das interne Laufwerk war ein 3,5-Zoll-Modell. Die Farbe des Rechners wurde auf grau geändert, das Netzteil war nun fest eingebaut. Es konnten nun auch simplere und preisgünstigere 3,5-Zoll-Laufwerke ohne eigenen Prozessor angeschlossen werden, wie sie auf dem Apple IIgs üblich waren. Dieses Modell wurde offiziell nur in den USA verkauft und existiert nur mit amerikanischer Tastatur, 110-Volt-Netzteil und NTSC-Videonorm. Upgrade älterer Modelle auf diesen Stand war nicht möglich.